# Барисав
Барисав или Борисов (блр. Барысаў, рус. Борисов) је град у Белорусији и административно је средиште Барисавског рејона Минске области. Град лежи на обали реке Березина на око 71 км североисточно од главног града земље Минска.
По први пут се помиње у писаним летописима 1102. и један је од најстаријих градова у земљи.
Из Барисава је фудбалски клуб БАТЕ Борисов, вишеструки првак Белорусије и учесник Уефине Лиге шампиона.

## Историја
Барисав се по први пут спомиње у Лаврентевским летописима из 1127. као утврђење које је 1102. основао Полоцки књаз Борис Всеславович на месту данашњег села Старабарисав које је касније уништено у пожару. Ново насеље подигнуто је 4 км југоисточно од првог насеља и састојало се од дрвеног утврђења које је постојало све до XVIII века. Захваљујући свом погодном и стратешком положају Барисав је био важан трговачки центар током целог XIII века, а крајем 13. века постаје саставни део Велике књажевине Литваније. Од великог књаза Сигисмунда град је 1563. добио Магдебуршко право поставши тако слободан трговачки град. Након потписивања уговора о стварању Лублинске уније 1569. Барисав постаје део Пољско-Литванске државе, у чијем саставу је остао све до 1793. када долази под власт Руске Империје.
У близини града је 1812. вођена битка између Наполеонових трупа и руске војске, а бројни материјални остаци који сведоче о тој бици данас се чувају у градском музеју Барисава. У част те победе руске војске 1967. подигнут је споменик на месту одржавања битке.
Године 1871. крај Барисава је прошла железничка пруга која је повезивала Брест са Москвом. Иако је град са околином 1917. постао саставни део Совјетског Савеза, убрзо је окупиран од стране прво немачке (1918), а потом и пољске војске (1919/20). Године 1920. постаје саставни део Белоруске СССР, а 1924. постаје окружни центар.
Током Другог светског рата Барисав је био под окупацијом Фашистичке Немачке (од 2. јула 1941. па све до 1. јула 1944), и за то време је у 6 концентрационих логора колико је постојало у граду и широј околини убијено преко 30.000 људи.

## Становништво
Према процени, у граду је 2013. живело 180.100 становника.
| 1970.  | 1991.   | 1997.   | 2009.   | 2012.   |
| ------ | ------- | ------- | ------- | ------- |
| 84.000 | 150.200 | 159.300 | 169.052 | 180.100 |

## Међународна сарадња
Град Барисав има потписане уговоре о међународној сарадњи и партнерству са следећим градовима:
- Малојарославец, Калушка област, Русија
- Митишчи, Московска област, Русија
- Подољск, Московска област, Русија
- Ногинск, Московска област, Русија
- Гагарин, Смоленска област, Русија
- Валмијера, Летонија
- Капан, Јерменија
- Нарва, Естонија
- Павлово, Нижегородска област, Русија
- Кременчуг, Полтавска област, Украјина
- Пазарџик, Бугарска
- Јејск, Краснодарски крај, Русија

## Спорт
У граду постоји неколико спортских објеката од којих је највећи градски фудбалски стадион капацитета 5.500 седећих места.
Најпознатији спортски колектив је фудбалски клуб БАТЕ Борисов, који је 9 пута освајао националну титулу. У овом клубу је у сезони 2011. играо и некадашњи српски репрезентативац Матеја Кежман.